# Magdalena Grzywa
Magdalena Grzywa (Czernichów 15 september 1979) is een Pools voormalig biatlete. Ze vertegenwoordigde haar vaderland op de  Olympische Winterspelen 2006 in Turijn. Magdalena is het jongere zusje van biatleten Grzegorz Grzywa en Iwona Grzywa.

## Resultaten

### Olympische Winterspelen
| Jaar | Plaats | Resultaten                                |
| ---- | ------ | ----------------------------------------- |
| 2006 | Turijn | 71e 15 km individueel 7e 4x6 km estafette |

### Wereldkampioenschappen
| Jaar | Plaats           | Resultaten |
| ---- | ---------------- | --- |
| 1999 | Kontiolahti      | 60e 7,5 km sprint                                                                                             |
| 1999 | Oslo             | 42e 15 km individueel                                                                                         |
| 2000 | Oslo             | 61e 7,5 km sprint DNF 15 km individueel 12e 4x7,5 km estafette                                                |
| 2001 | Pokljuka         | 44e 7,5 km sprint 31e 10 km achtervolging 28e 12,5 km massastart 21e 15 km individueel 15e 4x7,5 km estafette |
| 2003 | Chanty-Mansiejsk | 41e 7,5 km sprint 39e 10 km achtervolging 53e 15 km individueel                                               |
| 2004 | Oberhof          | 29e 15 km individueel 8e 4x6 km estafette                                                                     |
| 2005 | Hochfilzen       | 47e 15 km individueel                                                                                         |

### Wereldbeker
Eindklasseringen
| Seizoen   | Algemeen | Individueel | Sprint | Achtervolging | Massastart |
| --------- | -------- | ----------- | ------ | ------------- | ---------- |
| 1999/2000 | 57e      |             |        |               |            |
| 2000/2001 | 58e      |             |        |               |            |
| 2001/2002 | 67e      |             |        |               |            |
| 2003/2004 | 62e      |             |        |               |            |
| 2005/2006 | 83e      |             |        |               |            |